# Chrysotus
Chrysotus is een geslacht van vliegen uit de familie van de slankpootvliegen (Dolichopodidae).
De wetenschappelijke naam van het geslacht werd voor het eerst geldig gepubliceerd door Johann Wilhelm Meigen in 1824. Meigen noemde het geslacht Chrysotus of "goudkleurig" (Grieks: χρυσός (chrysos), goud) vanwege de glanzende goudgroene kleur van de meeste soorten.
Het is een kosmopolitisch geslacht, tevens het grootste uit de onderfamilie Diaphorinae. Er waren in 2015 meer dan 440 soorten beschreven. De morfologie binnen het geslacht is nogal variabel, en het geslacht is waarschijnlijk parafyletisch en mogelijk polyfyletisch. De fylogenetische verwantschappen binnen het geslacht zijn nog weinig onderzocht.

## Soorten
- C. affinis Loew, 1861
- C. agalmus Harmston and Rapp, 1968
- C. albibarbus Loew, 1857
- C. albohirtus Van Duzee, 1924
- C. aldrichi Van Duzee, 1924
- C. alpicola Strobl, 1893
- C. annulatus Van Duzee, 1924
- C. anomalus Malloch, 1914
- C. arcticus Frey, 1915
- C. arcuatus Van Duzee, 1924
- C. argentatus Van Duzee, 1924
- C. arkansensis Van Duzee, 1930
- C. atratus Van Duzee, 1930
- C. auratus Loew, 1861
- C. badius Van Duzee, 1932
- C. barbatus (Loew, 1861)
- C. barbipes Van Duzee, 1932
- C. barretoi Becker, 1908
- C. bellulus Van Duzee, 1932
- C. bellus Van Duzee, 1924
- C. blepharosceles Kowarz, 1874
- C. bracteatus Van Duzee, 1924
- C. caerulus Van Duzee, 1924
- C. californicus Van Duzee, 1924
- C. canadensis Van Duzee, 1924
- C. caroliniensis Robinson, 1964
- C. caudatus Van Duzee, 1924
- C. cilipes Meigen, 1824
- C. clypeatus Robinson, 1967
- C. coloradensis Van Duzee, 1924
- C. collini Parent, 1923
- C. convergens Van Duzee, 1924
- C. cornutus Loew, 1862
- C. costalis Loew, 1861
- C. cressoni Van Duzee, 1924
- C. crosbyi Van Duzee, 1924
- C. cupreus (Macquart, 1827)
- C. currani Van Duzee, 1924
- C. chlanoflavus Harmston and Knowlton, 1940
- C. choricus Wheeler, 1890
- C. dakotensis Harmston, 1952
- C. deremptus (Walker, 1849)
- C. discolor Loew, 1861
- C. disjunctus Van Duzee, 1924
- C. distinctus Van Duzee, 1924
- C. dividuus Van Duzee, 1924
- C. dorsalis Van Duzee, 1924
- C. elongatus Parent, 1934
- C. emarginatus Van Duzee, 1928
- C. excisus Aldrich, 1896
- C. exilis Van Duzee, 1924
- C. femoratus Zetterstedt, 1843
- C. flavicauda Van Duzee, 1928
- C. flavisetus Malloch, 1914
- C. frontalis Van Duzee, 1924
- C. fulvohirtus Van Duzee, 1915
- C. furcatus Robinson, 1964
- C. gilvipes Van Duzee, 1924
- C. gramineus (Fallen, 1823)
- C. halteralis Van Duzee, 1924
- C. hastatus Van Duzee, 1924
- C. hirtipes Van Duzee, 1924
- C. humilis Parent, 1928
- C. idahoensis Van Duzee, 1924
- C. incertus Walker, 1849
- C. intrudus Harmston, 1951
- C. johnsoni Van Duzee, 1924
- C. junctus Van Duzee, 1924
- C. kansensis Harmston, 1952
- C. laesus (Wiedemann, 1817)
- C. lamellifer Robinson, 1964
- C. litoralis Robinson, 1964
- C. longihirtus Van Duzee, 1932
- C. longimanus Loew, 1861
- C. magnicornis Van Duzee, 1924
- C. major Van Duzee, 1924

- C. melampodius Loew, 1857
- C. monochaetus Kowarz, 1874
- C. neglectus (Wiedemann, 1817)
- C. neopicticornis Robinson, 1967
- C. nigriciliatus Van Duzee, 1933
- C. nigrifrons Parent, 1929
- C. nigripalpis Van Duzee, 1924
- C. nubilus Say, 1829
- C. nudipes Van Duzee, 1924
- C. nudus Harmston and Knowlton, 1963
- C. obliquus Loew, 1861
- C. obscuripes Zetterstedt, 1838
- C. palpiger (Wheeler, 1890)
- C. palustris Verrall, 1876
- C. pallidipalpus Van Duzee, 1933
- C. pallipes Loew, 1861
- C. parvicornis Van Duzee, 1924
- C. parvulus Van Duzee, 1924
- C. pectoralis Van Duzee, 1924
- C. pennatus Lichtwardt, 1902
- C. philtrum Melander, 1903
- C. picticornis Loew, 1862
- C. polychaetus Frey, 1945
- C. polleti Olejnicek, 1999
- C. pomeroyi Parent, 1934
- C. pulchellus Kowarz, 1874
- C. rauterbergi (Wheeler, 1890)
- C. ringdahli Parent, 1929
- C. romanicus Parvu, 1995
- C. sagittarius Van Duzee, 1924
- C. silvicolus Harmston, 1951
- C. simulans Van Duzee, 1924
- C. suavis Loew, 1857
- C. subcostatus Loew, 1864
- C. subjectus Van Duzee, 1924
- C. tarsalis Van Duzee, 1924
- C. teapanus Aldrich, 1901
- C. tennesseensis Robinson, 1964
- C. terminalis Van Duzee, 1924
- C. tibialis Van Duzee, 1924
- C. triangularis Van Duzee, 1924
- C. varipes Van Duzee, 1924
- C. verralli Parent, 1923
- C. viridifemora Macquart, 1850
- C. vividus Loew, 1864
- C. vulcanicola Frey, 1945
- C. vulgaris Van Duzee, 1924
- C. wiconsinensis Wheeler, 1890
- C. xanthocal Harmston and Knowlton, 1940
- C. xanthoprasinus Bezzi, 1906